# Mikroregion Campos de Lages

Mikroregion Campos de Lages

Mikroregion Campos de Lages – mikroregion w brazylijskim stanie Santa Catarina należący do mezoregionu Serrana. Ma powierzchnię 9.083,1 km²

## Gminy
- Anita Garibaldi
- Bocaina do Sul
- Bom Jardim da Serra
- Bom Retiro
- Campo Belo do Sul
- Capão Alto
- Celso Ramos
- Cerro Negro
- Correia Pinto
- Lages
- Otacílio Costa
- Painel
- Palmeira
- Rio Rufino
- São Joaquim
- São José do Cerrito
- Urubici
- Urupema